# دورا غاد
دورا غاد (بالعبرية: דורה גד‏) هي مهندسة معمارية إسرائيلية، ولدت في 1912 في رومانيا، وتوفيت في 31 ديسمبر 2003.
في عام 1966 حصلت على جائزة إسرائيل في الهندسة المعمارية، بالاشتراك مع المهندس المعماري ألفريد مانسفيلد. 

## حياتها
ولدت دورا سيغيل (لاحقًا جاد) في شامبولونغ في رومانيا. ونشأت في منزل جدها، ودرست في مدرسة عبرية ومدرسة حكومية. بين عامي 1930 و1934، درست في الجامعة التقنية في فيينا، وحصلت على دبلوم في الهندسة والعمارة. وهناك، التقت بزوجها المستقبلي، هاينريش يحيزكيل غولدبرغ، طالب هندسة معمارية. وتزوجا عام 1936، وهاجرا إلى فلسطين تحت الانتداب البريطاني واستقرا في تل أبيب. في عام 1959 تزوجت من إفرايم بن أرتزي، وهو جنرال سابق وشخصية عامة.

## التصميم الداخلي
بدأت غاد حياتها المهنية في مكتب المهندس المعماري أوسكار كوفمان. وفي عام 1938 بدأت العمل بشكل مستقل. وفي عام 1942 بدأت في تصميم شقق خاصة مع زوجها. وكان أسلوبها خفيفًا وحديثًا، مستوحى من الإلهام المحلي، ويعتمد على الضوء الكثير ومواد البناء المحلية. أدرجت غاد الأقمشة المتوفرة محليًا والسجاد الصوف والمنسوجات والقش واللباد في تصميماتها. وميزها أسلوبها هذا عن العديد من المهندسين المعماريين الأوروبيين الدارسين في ذلك الوقت، والذين حافظوا على أنماط معمارية أوروبية أكثر.
وبحلول الخمسينيات من القرن الماضي، كان الزوجان بالفعل مصممين داخليين بارزين في إسرائيل. وشاركوا في تخطيط العديد من المباني والمؤسسات الحكومية.
بعد وفاة يحيزكيل غاد عام 1958، أقامت غاد شراكة مع أريه نوي، موظفة في مكتبها. واصلت شركة «غاد نوي» العمل في مشاريع حكومية، وكانوا مسؤولين في عام 1965 عن تصميم متحف إسرائيل مع المهندس المعماري ألفريد مانسفيلد، وفي عام 1966 عن التصميم الداخلي لمبنى الكنيست. 
عملت شركة غاد نوي حتى عام 1976. استمرت غاد في العمل بشكل مستقل في كل من القطاعين العام والخاص حتى وفاتها عام 2003.

## مشاريع بارزة
- مقر إقامة رئيس الوزراء (القدس، 1950)
- مقر إقامة وزير الخارجية (القدس، 1950)
- فنادق شارون [8] والأكادية الفاخرة (هرتسليا، 1955)
- المكتبة الوطنية الإسرائيلية (القدس، 1956)
- السفارات الإسرائيلية في واشنطن العاصمة وأنقرة.
- مكاتب شركة إل عال في نيويورك، الخطوط الجوية الوطنية (نيويورك، 1956 ولندن، 1959)
- سفن زيم، الخط الملاحي الوطني (مع شركة مانسفيلد-واينروب، 1955-1975)
- الكنيست الإسرائيلي [كجزء من فريق المهندسين المعماريين، 1958-1966]
- فنادق تل أبيب هيلتون (1965) [9] [10] وهيلتون القدس (1974)
- صالة وصول إل عال في مطار كينيدي في نيويورك (1970 و1974)
- مطار بن غوريون الدولي (1973)
- بنك إسرائيل (القدس، 1980)
- المقر الرئاسي في رحافيا، القدس، 1984-1985)

## الجوائز والتقدير
- في عام 1966، نالت دورا جائزة إسرائيل في الهندسة المعمارية، بالاشتراك مع المهندس المعماري ألفريد مانسفيلد. [4] [5]
- وفي عام 1966 أيضًا، حصلت على جائزة «ريغولو دورو» من مجلة دوموس، عن تصميمها للوحدات الخرسانية المعيارية.[11]